# Église Sainte-Marguerite de Thines
L'église Sainte-Marguerite est une église d'origine romane située à Thines, village de la ville belge de Nivelles, dans l'ouest de la province du Brabant wallon.

## Localisation
L'église se dresse rue du Culot, près de l'intersection de la rue du Village, de la rue du Palais et du Vieux chemin de Thines, au centre de Thines, un village rural de l'est de la ville de Nivelles.
|  |

## Historique
Initialement, le territoire de Thines fait partie de la paroisse de Nivelles. Il est érigé en paroisse en 1231 lorsque la paroisse de Nivelles est partagée en un grand nombre de fractions mais ce n'est qu'en 1590 que Thines devient une paroisse tout à fait séparée de celle de Nivelles.
L'église Sainte-Marguerite a été construite en plusieurs temps :
- la partie occidentale de la nef a été édifiée en style roman tardif vers 1200 ;
- le clocheton date du XVIe siècle ou XVIIe siècle ;
- allongement de deux travées de la nef en style gothique tardif au début du XVIIe siècle ;
- ajout d'un portail baroque en 1635 (actuellement à l'intérieur du porche classique) ;
- les parties en briques sont édifiées vers 1774 en style classique (travée orientale de la nef, chœur, sacristie et porche sud).

L'église, sauf le petit édicule à droite de l'édifice, fait l'objet d'un classement comme monument historique depuis le 27 octobre 1982, tandis que l'ensemble formé par l'église, le cimetière, la cure et son jardin ainsi que la voirie le long du mur de la ferme font l'objet d'un classement comme site.

## Architecture

### Façade occidentale
À l'ouest, l'église présente une façade romane édifiée en moellons de grès. Soutenue par deux minces contreforts, cette façade est percée d'une fenêtre cintrée, ainsi que de trous de boulin (trous destinés à ancrer les échafaudages) dans sa partie supérieure, et surmontée d'un clocheton couvert d'ardoises.
Placé très haut, un fragment de crucifix en pierre bleue, amputé du pied de la croix, est inséré dans la maçonnerie.
|  |  |  |

### Partie romane et gothique de la façade méridionale
La façade méridionale de l'église Sainte-Marguerite est composée de trois parties.
La partie romane, située à l'ouest, et la partie de style gothique tardif (au centre) sont édifiées en moellons de grès comme la façade occidentale, tandis que la partie classique (à l'est) est édifiée en briques.
La partie romane et la partie gothique sont en partie masquées par l'avant-porche en briques ajouté à l'époque classique et par l'édicule cubique moderne (non classé) qui défigure l'ensemble : elles ne montrent au sud qu'une seule baie cintrée et une seule baie ogivale.
|  |  |  |

### Parties classiques de l'église
Les parties en briques, édifiées vers 1774 en style classique, comprennent de gauche à droite le porche et la porte sud, la travée orientale de la nef, le chœur et la sacristie.
La porte classique présente des piédroits chanfreinés en pierre bleue, surmontés d'impostes rectangulaires portant un arc cintré à la clé d'arc toute simple, sans ornements. Sous le porche se cache un portail baroque surmonté d'un fronton et d'un linteau sur lequel est gravée une mention qui rappelle probablement la date de l'édification du portail :
F. P. Bastin Cuveli, 1635, alors mambours
Chacune des fenêtres classiques, à l'encadrement de pierre bleue, est flanquée de piédroits chanfreinés à triple harpe et surmontée d'un arc surbaissé à clé d'arc en saillie.
|  |  |  |  |

## Cimetière
Le cimetière qui borde l'église Sainte-Marguerite au sud abrite selon Tarlier et Wauters « une vieille croix de pierre assez élégante ».
On y trouve également, adossé à l'église, un monument de marbre blanc qui porte l'inscription suivante  :
À la mémoire de Monsieur

Jean-Albert-Joseph Dineur, né à

Witterzée le 9 avril 1765, fermier de Waillampont

Sous Thines pendant l'espace de 55 ans

Pieusement décédé en cette commune le 2 décembre 1849

Et de dame Marie-Rose Josine son

Épouse née à Witterzée le 11 février 1764 

Pieusement décédée à Thines le 22 février 1827
Ce monument funéraire porte un remarquable bas-relief en marbre entouré d'une frise de perles, sur lequel est représenté un fermier labourant son champ au moyen d'une charrue tirée par deux puissants chevaux de trait. Dans le fond, très discrète, apparaît la silhouette de l'église tandis que, dans la partie gauche du bas-relief, sont figurés un bœuf et un entassement d'outils agricoles.
|  |  |  |

## Environs
Face à l'église se dresse une grosse ferme en quadrilatère du XIXe siècle, aux murs enduits et peints en blanc.
Les murs de la ferme qui font face à l'église dans la rue du Culot présentent des portions de moellons antérieurs au XIXe siècle.
|  |  |